# Roland Reed
Pour les articles homonymes, voir Reed.
Roland Reed (ou Roland W. Reed) est un photographe américain né en 1864 et mort en 1934, qui commence son œuvre photographique au début du XXe siècle dans le style de Edward Sheriff Curtis.

## Photos

Meditation
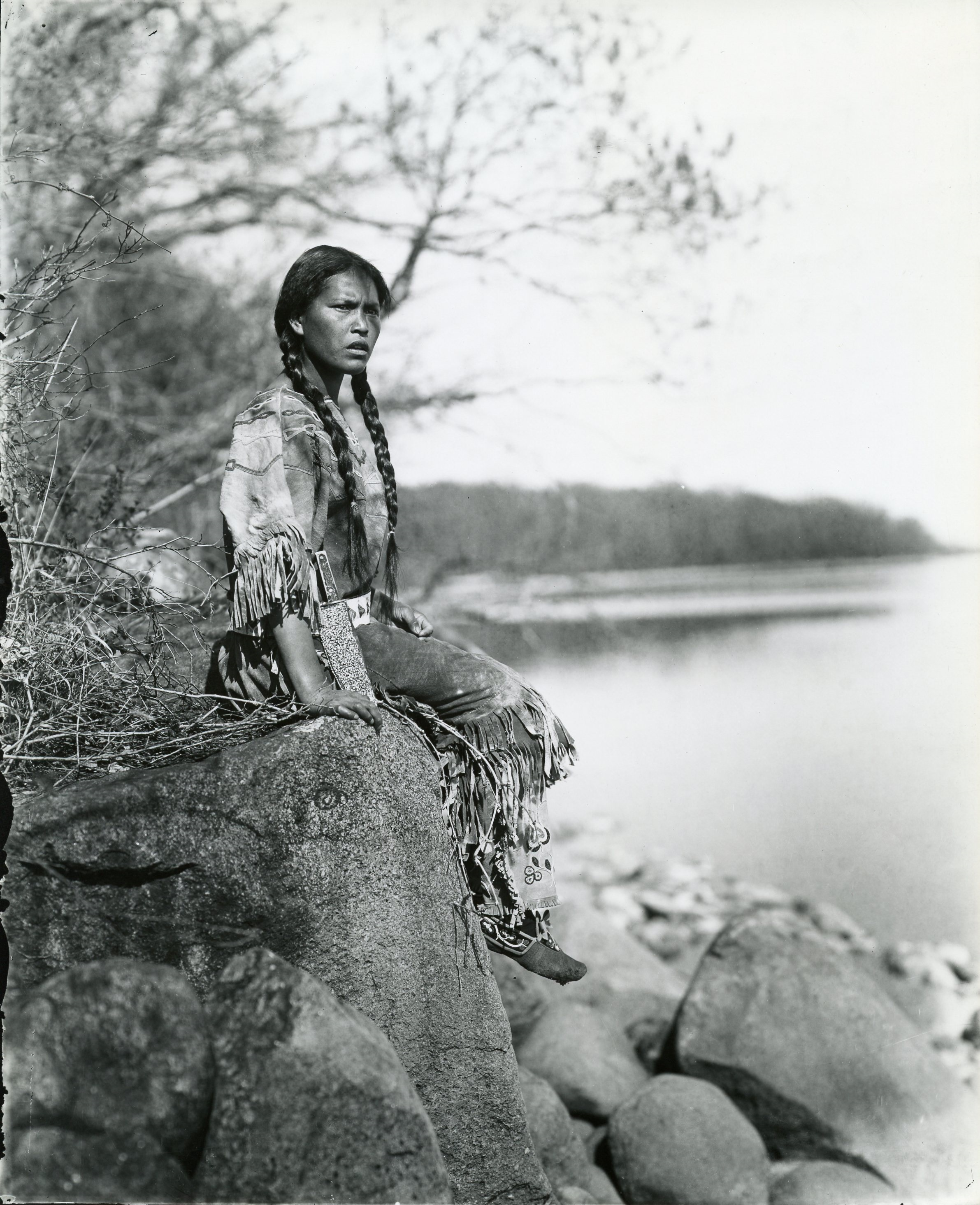
Ponemah
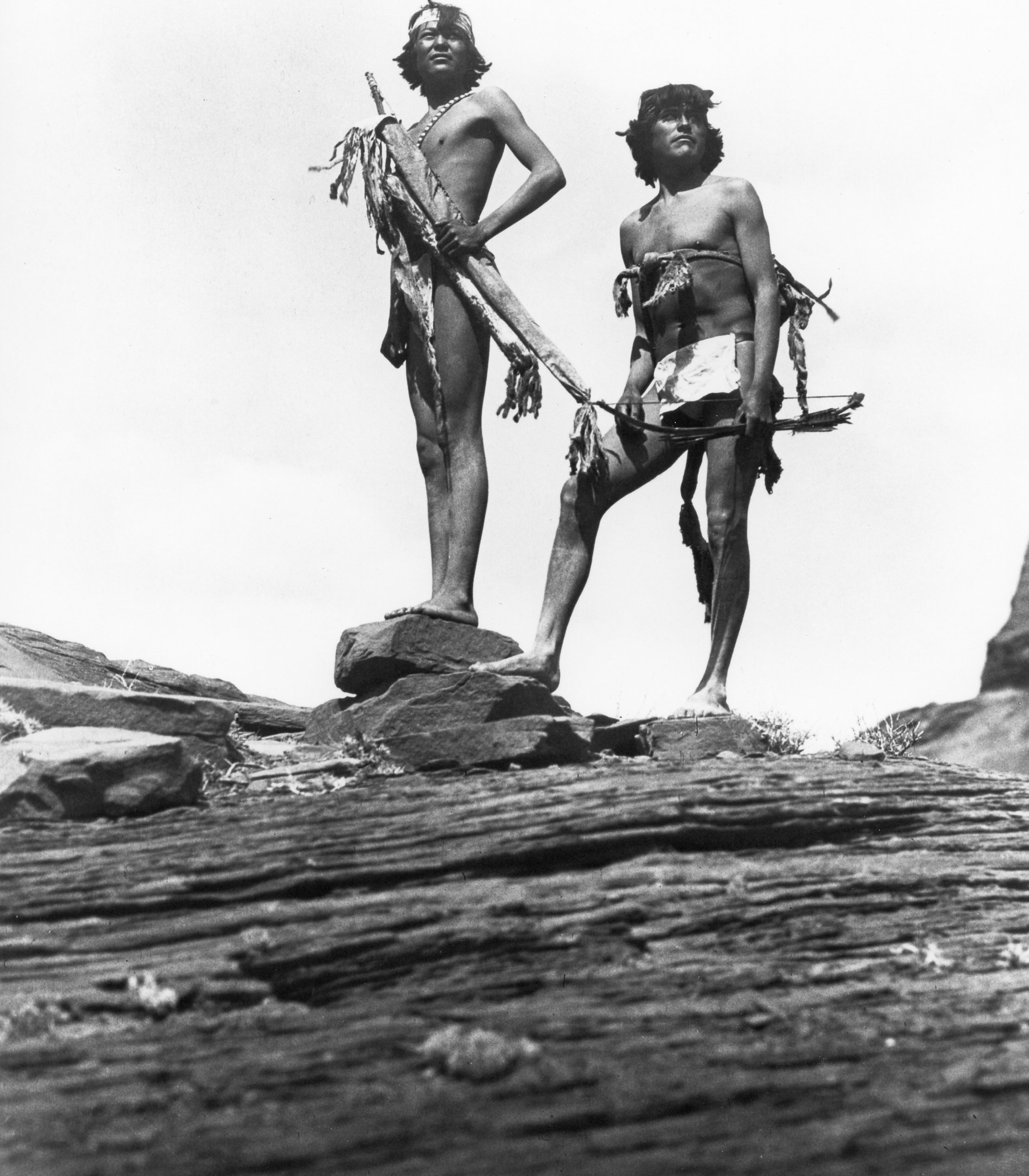
Sons of Manuelita

## Collections
- Bibliothèque du Congrès, États-Unis